# Morassutti (famiglia)

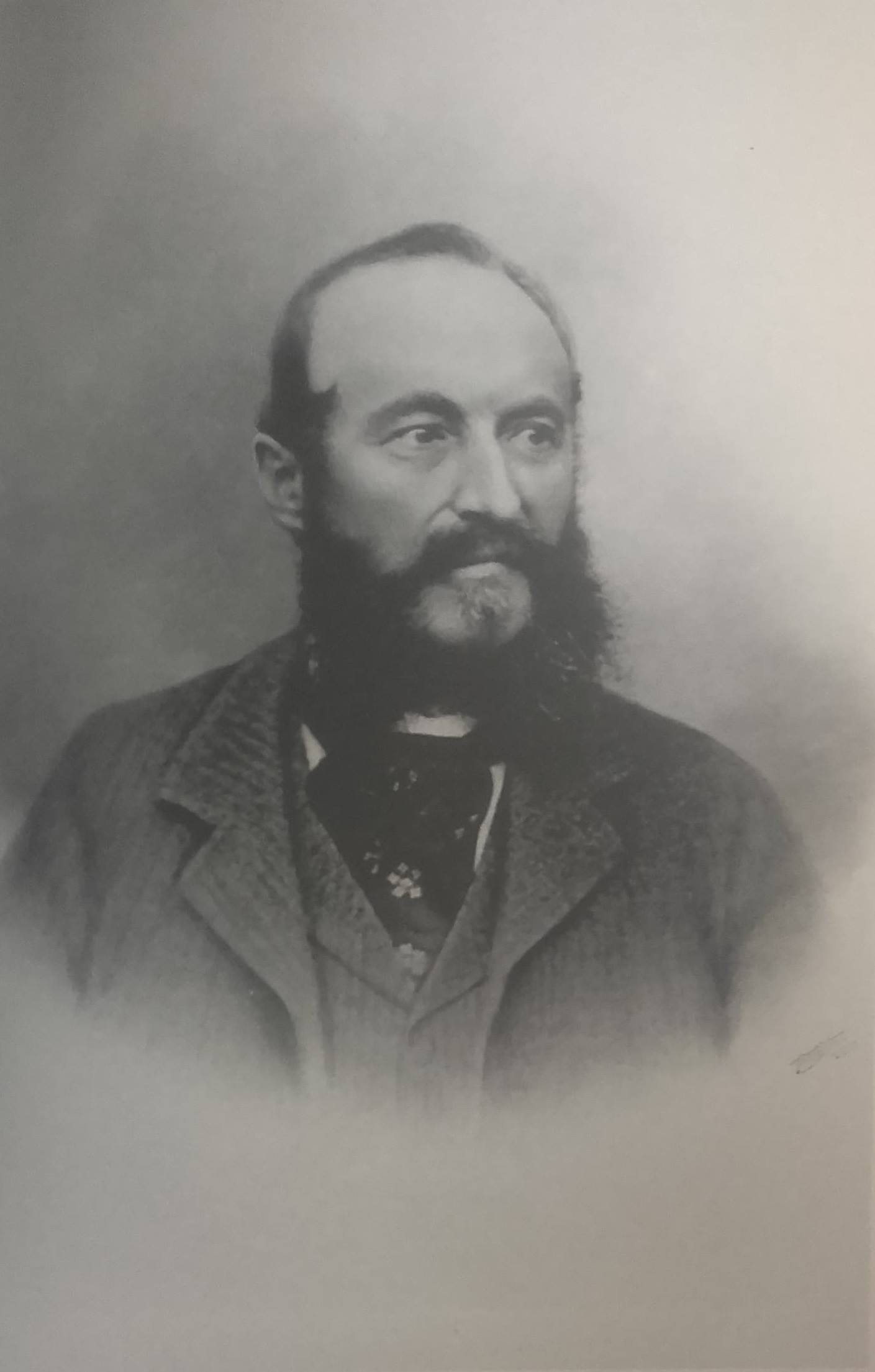
Paolo Morassutti, padre di Federico

I Morassutti sono una famiglia di imprenditori, originari del Friuli Venezia Giulia, noti soprattutto per aver iniziato una delle poche catene di distribuzione di ferramenta ed articoli per la casa durante gli anni trenta del XX secolo.

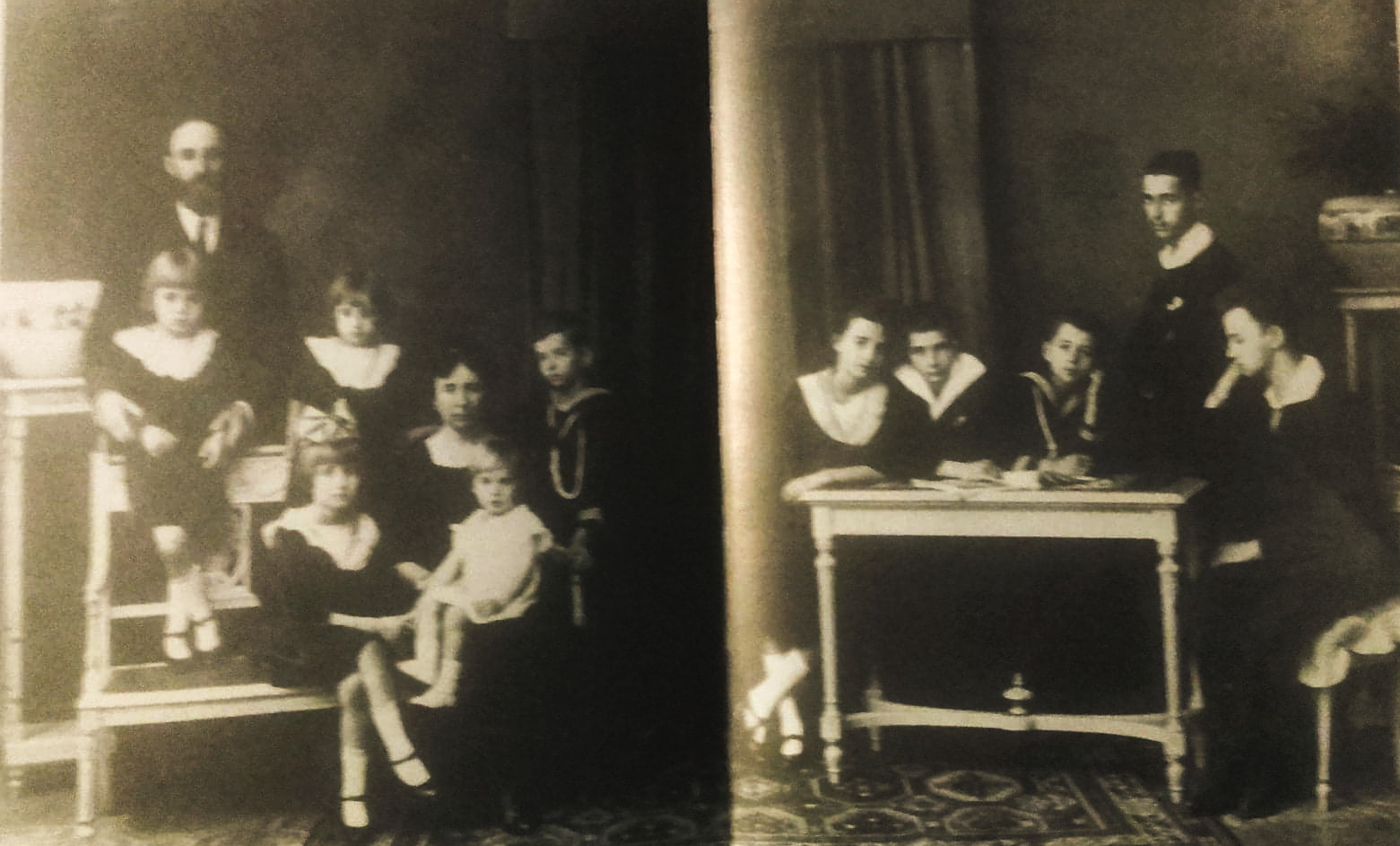
La Famiglia Morassutti nella casa di Padova. 1922-23 ca

## Storia
Originari di San Vito al Tagliamento dove a partire dalla prima metà del Settecento iniziarono attività commerciali inerenti al commercio e alla distribuzione di ferramenta e legname, si stabilirono a Padova dove attorno alla seconda metà dell'Ottocento allargarono la loro attività all'utensileria, aprendo nuovi negozi a Montebelluna, Mestre, Vittorio Veneto, Motta di Livenza e Udine. Durante il Novecento, sotto la guida di Federico Morassutti, l'Impresa di famiglia divenne tra le aziende leader nel settore della distribuzione grossista in Italia. Nel 1961 la Ditta Paolo Morassutti impiegava 1250 dipendenti e contava 7 depositi e 27 filiali. Nel corso degli anni settanta venne infine assorbita dal gruppo La Rinascente. Successivamente alcuni rami della famiglia abbracciarono libere professioni come gli architetti Bruno e Giovanni mentre il più piccolo dei figli di Federico, Paolo Morassutti sviluppò ulteriormente le attività imprenditoriali diventando protagonista di un accordo industriale con Artur Fischer, titolare dell'azienda tedesca famosa nel mondo per i tasselli da fissaggio.